# 超級轉霸
超級轉霸，（英語：Total Video Converter），是由Effect Matrix公司開發的影音文件轉檔器。功能比較多。它可以幫助轉換各種影音通用视频、音频格式（但是不支持SWF檔），燒錄影片到DVD/SVCD/VCD，並可以將相片製成動畫和影片。特点为转碼速度快，支持的设备齐全。
最新版本3.71支持轉檔和燒錄影片到AVCHD，可以在PlayStation 3 和Blu-ray蓝光播放機上使用。
整合了媒體播放器 Total Video Player，可以播放任何格式的影片檔和聲音檔。

## 版權爭議
EffectMatrix 被列入 FFmpeg's Hall of Shame，這表示 Total video converter 並沒有遵守 FFmpeg 的授權以GPL或LGPL的方式去散怖軟體。